# Marshmello/Auszeichnungen für Musikverkäufe

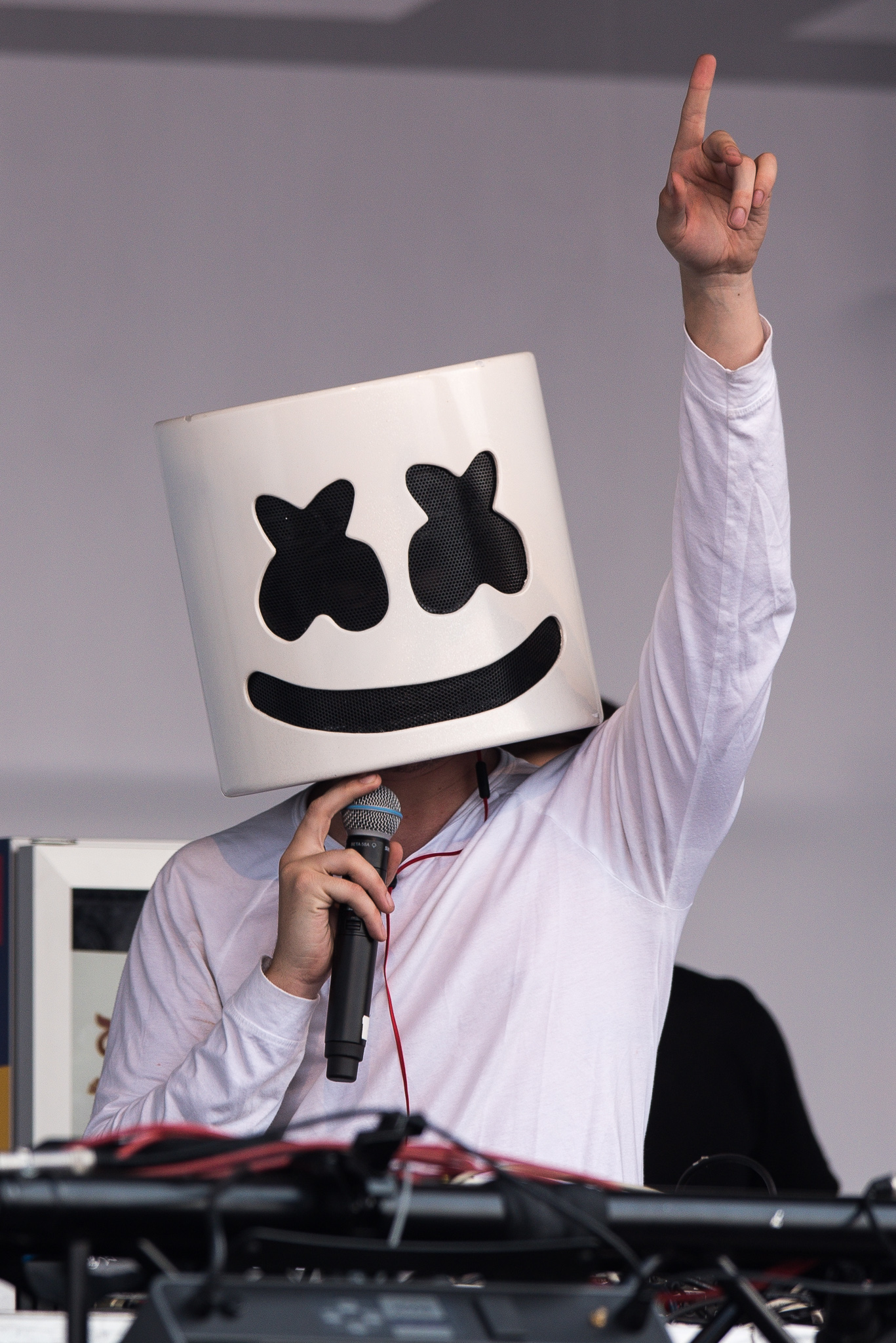
Marshmello beim Open Beatz Festival 2016

Dies ist eine Übersicht über die Auszeichnungen für Musikverkäufe des US-amerikanischen DJ und Produzenten Marshmello. Die Auszeichnungen finden sich nach ihrer Art (Gold, Platin usw.), nach Staaten getrennt in chronologischer Reihenfolge, geordnet sowie nach den Tonträgern selbst, ebenfalls in chronologischer Reihenfolge, getrennt nach Medium (Alben, Singles usw.), wieder.

## Auszeichnungen
| - Vereinigtes Königreich - 2019: für die Single Everyday - 2020: für die Single Project Dreams - 2021: für die Single One Thing Right - 2021: für das Lied Hate the Other Side - 2021: für die Single Spotlight - 2024: für die Single Numb - 2024: für die Single Miles on It - Belgien - 2019: für die Single Here with Me - 2025: für die Single Miles on It - Brasilien - 2021: für die Single You Can Cry - 2024: für die Single El merengue - 2024: für das Album Sugar Papi - 2024: für die Single Tongue Tied - 2024: für das Lied Hate the Other Side - Chile - 2023: für die Single El merengue - Dänemark - 2019: für die Single Everyday - 2020: für die Single Here with Me - 2022: für die Single Be Kind - 2024: für die Single Numb - Deutschland - 2023: für die Single Here with Me - 2023: für die Single Come & Go - 2023: für die Single Everyday - Frankreich - 2025: für die Single El merengue - Italien - 2019: für die Single Alone - 2019: für die Single Here with Me - 2021: für die Single Come & Go - 2024: für die Single Numb - 2024: für die Single El merengue - 2024: für die Single Leave Before You Love Me - Japan - 2023: für das Streaming Here with Me - 2024: für das Streaming Happier - 2025: für das Streaming Wolves - 2025: für das Streaming Friends - Kanada - 2018: für die Single Keep It Mello - 2020: für die Single Light It Up - 2022: für das Lied Feel Something - Mexiko - 2020: für die Single Be Kind - Neuseeland - 2020: für die Single Come & Go - Norwegen - 2020: für die Single Be Kind - Österreich - 2018: für die Single Friends - 2021: für die Single Come & Go - 2021: für die Single Be Kind - 2023: für die Single Numb - Polen - 2021: für die Single Everyday - 2021: für die Single Here with Me - 2023: für die Single Come & Go - Portugal - 2020: für die Single Be Kind - 2021: für die Single Leave Before You Love Me - 2021: für die Single Come & Go - 2022: für das Lied Hate the Other Side - 2023: für die Single Esta Vida - 2024: für das Lied Sou Musa do Verão - Schweden - 2023: für die Single Numb - 2023: für die Single One Thing Right - Spanien - 2024: für die Single Alone - 2024: für die Single Be Kind - 2024: für die Single Esta Vida - 2024: für die Single Numb - Vereinigte Staaten - 2022: für das Lied Feel Something - 2024: für die Single Bye Bye - 2024: für die Single Tempo (Latin) - Vereinigtes Königreich - 2023: für die Single Alone - 2025: für die Single Be Kind - Australien - 2019: für die Single Here with Me - 2020: für die Single Be Kind - 2022: für die Single Numb - 2024: für die Single Miles on It - Belgien - 2018: für die Single Wolves - 2018: für die Single Friends - 2019: für die Single Happier - Brasilien - 2023: für die Single Too Much - Dänemark - 2018: für die Single Wolves - 2023: für die Single Leave Before You Love Me - 2025: für die Single Come & Go - Deutschland - 2018: für die Single Wolves - 2018: für die Single Friends - Griechenland - 2025: für die Single Si Ai (Remix) - Italien - 2018: für die Single Silence - 2018: für die Single Wolves - 2018: für die Single Friends - 2021: für die Single Be Kind - Kanada - 2018: für die Single Alone - 2020: für die Single Everyday - 2020: für die Single Project Dreams - 2024: für die Single El merengue - Neuseeland - 2021: für die Single Everyday - 2023: für die Single Alone - Österreich - 2018: für die Single Silence - 2024: für die Single Wolves - Portugal - 2018: für die Single Silence - 2022: für die Single Everyday - Schweiz - 2018: für die Single Friends - 2024: für die Single El merengue - Singapur - 2017: für die Single Silence - Spanien - 2024: für die Single Silence - 2024: für die Single Leave Before You Love Me - Taiwan - 2019: für die Single Friends - Vereinigte Staaten - 2020: für die Single Project Dreams - 2021: für das Lied Hate the Other Side - 2021: für die Single Spotlight - 2024: für die Single Danger - 2024: für die Single Numb - Vereinigtes Königreich - 2018: für die Single Wolves - 2020: für die Single Here with Me - 2023: für die Single Come & Go - 2024: für die Single Leave Before You Love Me | - Deutschland - 2023: für die Single Happier - Australien - 2021: für die Single Come & Go - 2021: für die Single Leave Before You Love Me - Belgien - 2018: für die Single Silence - Brasilien - 2023: für die Single One Thing Right - 2024: für die Single Here with Me - 2024: für die Single Come & Go - 2024: für die Single Everyday - 2024: für die Single OK Not to Be OK - Dänemark - 2020: für die Single Friends - 2022: für die Single Happier - Deutschland - 2023: für die Single Silence - Finnland - 2020: für die Single Wolves - Italien - 2019: für die Single Happier - Kanada - 2019: für die Single Here with Me - 2022: für die Single Numb - Neuseeland - 2024: für die Single Here with Me - 2024: für die Single One Thing Right - Norwegen - 2020: für die Single Friends - Polen - 2021: für die Single Silence - 2021: für die Single Be Kind - 2023: für die Single Leave Before You Love Me - Portugal - 2020: für die Single Wolves - 2022: für die Single Friends - Schweden - 2018: für die Single Wolves - Schweiz - 2018: für die Single Silence - Spanien - 2018: für die Single Friends - 2024: für die Single Happier - 2025: für die Single Wolves - Ungarn - 2023: für die Single Numb - Vereinigte Staaten - 2021: für die Single Here with Me - 2022: für die Single Be Kind - 2023: für die Single Esta Vida (Latin) - 2024: für die Single Leave Before You Love Me - 2024: für die Single Miles on It - Mexiko - 2024: für die Single Silence - Brasilien - 2024: für die Single Numb - 2024: für die Single Leave Before You Love Me - Dänemark - 2024: für die Single Silence - Kanada - 2021: für die Single Come & Go - 2021: für die Single Be Kind - 2024: für die Single Miles on It - Mexiko - 2019: für die Single Wolves - 2024: für die Single Harley Quinn - Neuseeland - 2022: für die Single Wolves - 2022: für die Single Friends - Norwegen - 2021: für die Single Wolves - Österreich - 2024: für die Single Happier - Portugal - 2020: für die Single Happier - Schweden - 2019: für die Single Happier - Vereinigte Staaten - 2021: für die Single Come & Go - Vereinigtes Königreich - 2022: für die Single Happier - 2022: für die Single Silence - 2025: für die Single Friends | - Mexiko - 2019: für die Single Happier - Australien - 2020: für die Single Friends - Mexiko - 2025: für die Single El merengue - Polen - 2020: für die Single Friends - 2021: für die Single Happier - Portugal - 2024: für die Single El merengue - Vereinigte Staaten - 2021: für die Single Friends - 2024: für die Single Wolves - Schweden - 2021: für die Single Silence - Vereinigte Staaten - 2024: für die Single One Thing Right - 2024: für die Single Alone - Australien - 2019: für die Single Happier - 2022: für die Single One Thing Right - Kanada - 2019: für die Single Happier - 2022: für die Single Wolves - Neuseeland - 2024: für die Single Happier - Vereinigte Staaten - 2023: für die Single Silence - 2023: für die Single El merengue (Latin) - Australien - 2019: für die Single Silence - 2024: für die Single Wolves - Kanada - 2023: für die Single Friends - Neuseeland - 2025: für die Single Silence - Kanada - 2022: für die Single Silence - 2024: für die Single One Thing Right - Spanien - 2024: für die Single El merengue - Vereinigte Staaten - 2024: für die Single Harley Quinn (Latin) - Brasilien - 2021: für die Single Silence - 2024: für das Lied Sou Musa do Verão - 2024: für die Single Be Kind - Frankreich - 2020: für die Single Friends - 2022: für die Single Happier - 2025: für die Single Wolves - 2025: für die Single Silence - Mexiko - 2024: für die Single Harley Quinn - Vereinigte Staaten - 2024: für die Single Happier - Brasilien - 2024: für die Single Wolves - Brasilien - 2024: für die Single Happier |

## Auszeichnungen nach Alben

### Sugar Papi
| Land/Region     | Auszeichnungen für Musikverkäufe (Land/Region, Auszeichnung, Verkäufe) | Verkäufe |
| --------------- | ---------------------------------------------------------------------- | -------- |
| Brasilien (PMB) | Gold                                                                   | 20.000   |
| Insgesamt       | 1× Gold ·                                                              | 20.000   |

## Auszeichnungen nach Singles

### Keep It Mello
| Land/Region               | Auszeichnungen für Musikverkäufe (Land/Region, Auszeichnung, Verkäufe) | Verkäufe |
| ------------------------- | ---------------------------------------------------------------------- | -------- |
| Kanada (MC)               | Gold                                                                   | 40.000   |
| Vereinigte Staaten (RIAA) | Gold                                                                   | 500.000  |
| Insgesamt                 | 2× Gold ·                                                              | 540.000  |

### Alone
| Land/Region                  | Auszeichnungen für Musikverkäufe (Land/Region, Auszeichnung, Verkäufe) | Verkäufe  |
| ---------------------------- | ---------------------------------------------------------------------- | --------- |
| Italien (FIMI)               | Gold                                                                   | 25.000    |
| Kanada (MC)                  | Platin                                                                 | 80.000    |
| Neuseeland (RMNZ)            | Platin                                                                 | 30.000    |
| Spanien (Promusicae)         | Gold                                                                   | 30.000    |
| Vereinigte Staaten (RIAA)    | 5× Platin                                                              | 5.000.000 |
| Vereinigtes Königreich (BPI) | Gold                                                                   | 400.000   |
| Insgesamt                    | 3× Gold · 7× Platin ·                                                  | 5.565.000 |

### Silence
| Land/Region                  | Auszeichnungen für Musikverkäufe (Land/Region, Auszeichnung, Verkäufe) | Verkäufe   |
| ---------------------------- | ---------------------------------------------------------------------- | ---------- |
| Australien (ARIA)            | 7× Platin                                                              | 490.000    |
| Belgien (BRMA)               | 2× Platin                                                              | 60.000     |
| Brasilien (PMB)              | Diamant                                                                | 160.000    |
| Dänemark (IFPI)              | 3× Platin                                                              | 270.000    |
| Deutschland (BVMI)           | 2× Platin                                                              | 800.000    |
| Frankreich (SNEP)            | Diamant                                                                | 333.333    |
| Italien (FIMI)               | Platin                                                                 | 50.000     |
| Kanada (MC)                  | 9× Platin                                                              | 720.000    |
| Mexiko (AMPROFON)            | 5× Gold                                                                | 150.000    |
| Neuseeland (RMNZ)            | 7× Platin                                                              | 210.000    |
| Österreich (IFPI)            | Platin                                                                 | 30.000     |
| Polen (ZPAV)                 | 2× Platin                                                              | 40.000     |
| Portugal (AFP)               | Platin                                                                 | 10.000     |
| Schweden (IFPI)              | 5× Platin                                                              | 400.000    |
| Schweiz (IFPI)               | 2× Platin                                                              | 40.000     |
| Singapur (RIAS)              | Platin                                                                 | 10.000     |
| Spanien (Promusicae)         | Platin                                                                 | 60.000     |
| Vereinigte Staaten (RIAA)    | 6× Platin                                                              | 6.000.000  |
| Vereinigtes Königreich (BPI) | 3× Platin                                                              | 1.800.000  |
| Insgesamt                    | 1× Gold · 55× Platin · 2× Diamant ·                                    | 11.633.333 |

### Wolves
| Land/Region                  | Auszeichnungen für Musikverkäufe (Land/Region, Auszeichnung, Verkäufe) | Verkäufe  |
| ---------------------------- | ---------------------------------------------------------------------- | --------- |
| Australien (ARIA)            | 7× Platin                                                              | 490.000   |
| Belgien (BRMA)               | Platin                                                                 | 30.000    |
| Brasilien (PMB)              | 2× Diamant                                                             | 320.000   |
| Dänemark (IFPI)              | Platin                                                                 | 90.000    |
| Deutschland (BVMI)           | Platin                                                                 | 400.000   |
| Finnland (IFPI)              | 2× Platin                                                              | 80.000    |
| Frankreich (SNEP)            | Diamant                                                                | 333.333   |
| Italien (FIMI)               | Platin                                                                 | 50.000    |
| Kanada (MC)                  | 6× Platin                                                              | 480.000   |
| Mexiko (AMPROFON)            | 3× Platin                                                              | 180.000   |
| Neuseeland (RMNZ)            | 3× Platin                                                              | 90.000    |
| Norwegen (IFPI)              | 3× Platin                                                              | 180.000   |
| Österreich (IFPI)            | Platin                                                                 | 30.000    |
| Polen (ZPAV)                 | 3× Platin                                                              | 150.000   |
| Portugal (AFP)               | 2× Platin                                                              | 20.000    |
| Schweden (IFPI)              | 2× Platin                                                              | 160.000   |
| Spanien (Promusicae)         | 2× Platin                                                              | 120.000   |
| Vereinigte Staaten (RIAA)    | 4× Platin                                                              | 4.000.000 |
| Vereinigtes Königreich (BPI) | Platin                                                                 | 1.000.000 |
| Insgesamt                    | 43× Platin · 3× Diamant ·                                              | 8.203.333 |

### Danger
| Land/Region               | Auszeichnungen für Musikverkäufe (Land/Region, Auszeichnung, Verkäufe) | Verkäufe  |
| ------------------------- | ---------------------------------------------------------------------- | --------- |
| Vereinigte Staaten (RIAA) | Platin                                                                 | 1.000.000 |
| Insgesamt                 | 1× Platin ·                                                            | 1.000.000 |

### Spotlight
| Land/Region                  | Auszeichnungen für Musikverkäufe (Land/Region, Auszeichnung, Verkäufe) | Verkäufe  |
| ---------------------------- | ---------------------------------------------------------------------- | --------- |
| Vereinigte Staaten (RIAA)    | Platin                                                                 | 1.000.000 |
| Vereinigtes Königreich (BPI) | Silber                                                                 | 200.000   |
| Insgesamt                    | 1× Silber · 1× Platin ·                                                | 1.200.000 |

### Friends
| Land/Region                  | Auszeichnungen für Musikverkäufe (Land/Region, Auszeichnung, Verkäufe) | Verkäufe  |
| ---------------------------- | ---------------------------------------------------------------------- | --------- |
| Australien (ARIA)            | 4× Platin                                                              | 280.000   |
| Belgien (BRMA)               | Platin                                                                 | 30.000    |
| Dänemark (IFPI)              | 2× Platin                                                              | 180.000   |
| Deutschland (BVMI)           | Platin                                                                 | 400.000   |
| Frankreich (SNEP)            | Diamant                                                                | 333.333   |
| Italien (FIMI)               | Platin                                                                 | 50.000    |
| Kanada (MC)                  | 7× Platin                                                              | 560.000   |
| Neuseeland (RMNZ)            | 3× Platin                                                              | 90.000    |
| Norwegen (IFPI)              | 2× Platin                                                              | 120.000   |
| Österreich (IFPI)            | Gold                                                                   | 15.000    |
| Polen (ZPAV)                 | 4× Platin                                                              | 80.000    |
| Portugal (AFP)               | 2× Platin                                                              | 20.000    |
| Schweiz (IFPI)               | Platin                                                                 | 20.000    |
| Spanien (Promusicae)         | 2× Platin                                                              | 80.000    |
| Taiwan (RIT)                 | Platin                                                                 | 10.000    |
| Vereinigte Staaten (RIAA)    | 4× Platin                                                              | 4.000.000 |
| Vereinigtes Königreich (BPI) | 3× Platin                                                              | 1.800.000 |
| Insgesamt                    | 1× Gold · 38× Platin · 1× Diamant ·                                    | 8.068.333 |

### Everyday
| Land/Region                  | Auszeichnungen für Musikverkäufe (Land/Region, Auszeichnung, Verkäufe) | Verkäufe  |
| ---------------------------- | ---------------------------------------------------------------------- | --------- |
| Brasilien (PMB)              | 2× Platin                                                              | 80.000    |
| Dänemark (IFPI)              | Gold                                                                   | 45.000    |
| Deutschland (BVMI)           | Gold                                                                   | 200.000   |
| Kanada (MC)                  | Platin                                                                 | 80.000    |
| Neuseeland (RMNZ)            | Platin                                                                 | 30.000    |
| Polen (ZPAV)                 | Gold                                                                   | 25.000    |
| Portugal (AFP)               | Platin                                                                 | 10.000    |
| Vereinigte Staaten (RIAA)    | 2× Platin                                                              | 2.000.000 |
| Vereinigtes Königreich (BPI) | Silber                                                                 | 200.000   |
| Insgesamt                    | 1× Silber · 3× Gold · 7× Platin ·                                      | 2.670.000 |

### You Can Cry
| Land/Region     | Auszeichnungen für Musikverkäufe (Land/Region, Auszeichnung, Verkäufe) | Verkäufe |
| --------------- | ---------------------------------------------------------------------- | -------- |
| Brasilien (PMB) | Gold                                                                   | 20.000   |
| Insgesamt       | 1× Gold ·                                                              | 20.000   |

### Happier
| Land/Region                  | Auszeichnungen für Musikverkäufe (Land/Region, Auszeichnung, Verkäufe) | Verkäufe   |
| ---------------------------- | ---------------------------------------------------------------------- | ---------- |
| Australien (ARIA)            | 6× Platin                                                              | 420.000    |
| Belgien (BRMA)               | Platin                                                                 | 40.000     |
| Brasilien (PMB)              | 6× Diamant                                                             | 960.000    |
| Dänemark (IFPI)              | 2× Platin                                                              | 180.000    |
| Deutschland (BVMI)           | 3× Gold                                                                | 600.000    |
| Frankreich (SNEP)            | Diamant                                                                | 333.333    |
| Italien (FIMI)               | 2× Platin                                                              | 100.000    |
| Kanada (MC)                  | 6× Platin                                                              | 480.000    |
| Mexiko (AMPROFON)            | 7× Gold                                                                | 210.000    |
| Neuseeland (RMNZ)            | 6× Platin                                                              | 180.000    |
| Österreich (IFPI)            | 3× Platin                                                              | 90.000     |
| Polen (ZPAV)                 | 4× Platin                                                              | 200.000    |
| Portugal (AFP)               | 3× Platin                                                              | 30.000     |
| Schweden (IFPI)              | 3× Platin                                                              | 240.000    |
| Spanien (Promusicae)         | 2× Platin                                                              | 120.000    |
| Vereinigte Staaten (RIAA)    | Diamant                                                                | 10.000.000 |
| Vereinigtes Königreich (BPI) | 3× Platin                                                              | 1.800.000  |
| Insgesamt                    | 2× Gold · 45× Platin · 8× Diamant ·                                    | 15.983.333 |

### Project Dreams
| Land/Region                  | Auszeichnungen für Musikverkäufe (Land/Region, Auszeichnung, Verkäufe) | Verkäufe  |
| ---------------------------- | ---------------------------------------------------------------------- | --------- |
| Kanada (MC)                  | Platin                                                                 | 80.000    |
| Vereinigte Staaten (RIAA)    | Platin                                                                 | 1.000.000 |
| Vereinigtes Königreich (BPI) | Silber                                                                 | 200.000   |
| Insgesamt                    | 1× Silber · 2× Platin ·                                                | 1.280.000 |

### Here with Me
| Land/Region                  | Auszeichnungen für Musikverkäufe (Land/Region, Auszeichnung, Verkäufe) | Verkäufe  |
| ---------------------------- | ---------------------------------------------------------------------- | --------- |
| Australien (ARIA)            | Platin                                                                 | 70.000    |
| Belgien (BRMA)               | Gold                                                                   | 20.000    |
| Brasilien (PMB)              | 2× Platin                                                              | 80.000    |
| Dänemark (IFPI)              | Gold                                                                   | 45.000    |
| Deutschland (BVMI)           | Gold                                                                   | 200.000   |
| Italien (FIMI)               | Gold                                                                   | 25.000    |
| Kanada (MC)                  | 2× Platin                                                              | 160.000   |
| Neuseeland (RMNZ)            | 2× Platin                                                              | 60.000    |
| Polen (ZPAV)                 | Gold                                                                   | 25.000    |
| Vereinigte Staaten (RIAA)    | 2× Platin                                                              | 2.000.000 |
| Vereinigtes Königreich (BPI) | Platin                                                                 | 600.000   |
| Insgesamt                    | 5× Gold · 10× Platin ·                                                 | 3.285.000 |

### Light It Up
| Land/Region | Auszeichnungen für Musikverkäufe (Land/Region, Auszeichnung, Verkäufe) | Verkäufe |
| ----------- | ---------------------------------------------------------------------- | -------- |
| Kanada (MC) | Gold                                                                   | 40.000   |
| Insgesamt   | 1× Gold ·                                                              | 40.000   |

### One Thing Right
| Land/Region                  | Auszeichnungen für Musikverkäufe (Land/Region, Auszeichnung, Verkäufe) | Verkäufe  |
| ---------------------------- | ---------------------------------------------------------------------- | --------- |
| Australien (ARIA)            | 6× Platin                                                              | 420.000   |
| Brasilien (PMB)              | 2× Platin                                                              | 80.000    |
| Kanada (MC)                  | 9× Platin                                                              | 720.000   |
| Neuseeland (RMNZ)            | 2× Platin                                                              | 60.000    |
| Schweden (IFPI)              | Gold                                                                   | 40.000    |
| Vereinigte Staaten (RIAA)    | 5× Platin                                                              | 5.000.000 |
| Vereinigtes Königreich (BPI) | Silber                                                                 | 200.000   |
| Insgesamt                    | 1× Silber · 1× Gold · 24× Platin ·                                     | 6.520.000 |

### Tongue Tied
| Land/Region     | Auszeichnungen für Musikverkäufe (Land/Region, Auszeichnung, Verkäufe) | Verkäufe |
| --------------- | ---------------------------------------------------------------------- | -------- |
| Brasilien (PMB) | Gold                                                                   | 20.000   |
| Insgesamt       | 1× Gold ·                                                              | 20.000   |

### Be Kind
| Land/Region                  | Auszeichnungen für Musikverkäufe (Land/Region, Auszeichnung, Verkäufe) | Verkäufe  |
| ---------------------------- | ---------------------------------------------------------------------- | --------- |
| Australien (ARIA)            | Platin                                                                 | 70.000    |
| Brasilien (PMB)              | Diamant                                                                | 160.000   |
| Dänemark (IFPI)              | Gold                                                                   | 45.000    |
| Italien (FIMI)               | Platin                                                                 | 70.000    |
| Kanada (MC)                  | 3× Platin                                                              | 240.000   |
| Mexiko (AMPROFON)            | Gold                                                                   | 30.000    |
| Norwegen (IFPI)              | Gold                                                                   | 30.000    |
| Österreich (IFPI)            | Gold                                                                   | 15.000    |
| Polen (ZPAV)                 | 2× Platin                                                              | 100.000   |
| Portugal (AFP)               | Gold                                                                   | 5.000     |
| Spanien (Promusicae)         | Gold                                                                   | 30.000    |
| Vereinigte Staaten (RIAA)    | 2× Platin                                                              | 2.000.000 |
| Vereinigtes Königreich (BPI) | Gold                                                                   | 400.000   |
| Insgesamt                    | 7× Gold · 9× Platin · 1× Diamant ·                                     | 3.195.000 |

### Come & Go
| Land/Region                  | Auszeichnungen für Musikverkäufe (Land/Region, Auszeichnung, Verkäufe) | Verkäufe  |
| ---------------------------- | ---------------------------------------------------------------------- | --------- |
| Australien (ARIA)            | 2× Platin                                                              | 140.000   |
| Brasilien (PMB)              | 2× Platin                                                              | 80.000    |
| Dänemark (IFPI)              | Platin                                                                 | 90.000    |
| Deutschland (BVMI)           | Gold                                                                   | 200.000   |
| Italien (FIMI)               | Gold                                                                   | 35.000    |
| Kanada (MC)                  | 3× Platin                                                              | 240.000   |
| Neuseeland (RMNZ)            | Gold                                                                   | 15.000    |
| Österreich (IFPI)            | Gold                                                                   | 15.000    |
| Polen (ZPAV)                 | Gold                                                                   | 25.000    |
| Portugal (AFP)               | Gold                                                                   | 5.000     |
| Vereinigte Staaten (RIAA)    | 3× Platin                                                              | 3.000.000 |
| Vereinigtes Königreich (BPI) | Platin                                                                 | 600.000   |
| Insgesamt                    | 6× Gold · 12× Platin ·                                                 | 4.445.000 |

### OK Not to Be OK
| Land/Region     | Auszeichnungen für Musikverkäufe (Land/Region, Auszeichnung, Verkäufe) | Verkäufe |
| --------------- | ---------------------------------------------------------------------- | -------- |
| Brasilien (PMB) | 2× Platin                                                              | 80.000   |
| Insgesamt       | 2× Platin ·                                                            | 80.000   |

### Too Much
| Land/Region     | Auszeichnungen für Musikverkäufe (Land/Region, Auszeichnung, Verkäufe) | Verkäufe |
| --------------- | ---------------------------------------------------------------------- | -------- |
| Brasilien (PMB) | Platin                                                                 | 40.000   |
| Insgesamt       | 1× Platin ·                                                            | 40.000   |

### Leave Before You Love Me
| Land/Region                  | Auszeichnungen für Musikverkäufe (Land/Region, Auszeichnung, Verkäufe) | Verkäufe  |
| ---------------------------- | ---------------------------------------------------------------------- | --------- |
| Australien (ARIA)            | 2× Platin                                                              | 140.000   |
| Brasilien (PMB)              | 3× Platin                                                              | 120.000   |
| Dänemark (IFPI)              | Platin                                                                 | 90.000    |
| Italien (FIMI)               | Gold                                                                   | 50.000    |
| Polen (ZPAV)                 | 2× Platin                                                              | 100.000   |
| Portugal (AFP)               | Gold                                                                   | 5.000     |
| Spanien (Promusicae)         | Platin                                                                 | 60.000    |
| Vereinigte Staaten (RIAA)    | 2× Platin                                                              | 2.000.000 |
| Vereinigtes Königreich (BPI) | Platin                                                                 | 600.000   |
| Insgesamt                    | 2× Gold · 12× Platin ·                                                 | 3.165.000 |

### Numb
| Land/Region                  | Auszeichnungen für Musikverkäufe (Land/Region, Auszeichnung, Verkäufe) | Verkäufe  |
| ---------------------------- | ---------------------------------------------------------------------- | --------- |
| Australien (ARIA)            | Platin                                                                 | 70.000    |
| Brasilien (PMB)              | 3× Platin                                                              | 120.000   |
| Dänemark (IFPI)              | Gold                                                                   | 45.000    |
| Italien (FIMI)               | Gold                                                                   | 50.000    |
| Kanada (MC)                  | 2× Platin                                                              | 160.000   |
| Österreich (IFPI)            | Gold                                                                   | 15.000    |
| Schweden (IFPI)              | Gold                                                                   | 40.000    |
| Spanien (Promusicae)         | Gold                                                                   | 30.000    |
| Ungarn (MAHASZ)              | 2× Platin                                                              | 8.000     |
| Vereinigte Staaten (RIAA)    | Platin                                                                 | 1.000.000 |
| Vereinigtes Königreich (BPI) | Silber                                                                 | 200.000   |
| Insgesamt                    | 1× Silber · 5× Gold · 9× Platin ·                                      | 1.738.000 |

### Bye Bye
| Land/Region               | Auszeichnungen für Musikverkäufe (Land/Region, Auszeichnung, Verkäufe) | Verkäufe |
| ------------------------- | ---------------------------------------------------------------------- | -------- |
| Vereinigte Staaten (RIAA) | Gold                                                                   | 500.000  |
| Insgesamt                 | 1× Gold ·                                                              | 500.000  |

### El merengue
| Land/Region               | Auszeichnungen für Musikverkäufe (Land/Region, Auszeichnung, Verkäufe) | Verkäufe  |
| ------------------------- | ---------------------------------------------------------------------- | --------- |
| Brasilien (PMB)           | Gold                                                                   | 20.000    |
| Chile (IFPI)              | Gold                                                                   | 90.000    |
| Frankreich (SNEP)         | Gold                                                                   | 100.000   |
| Italien (FIMI)            | Gold                                                                   | 50.000    |
| Kanada (MC)               | Platin                                                                 | 80.000    |
| Mexiko (AMPROFON)         | 4× Platin                                                              | 560.000   |
| Portugal (AFP)            | 4× Platin                                                              | 40.000    |
| Schweiz (IFPI)            | Platin                                                                 | 20.000    |
| Spanien (Promusicae)      | 11× Platin                                                             | 660.000   |
| Vereinigte Staaten (RIAA) | 6× Platin                                                              | 360.000   |
| Insgesamt                 | 4× Gold · 27× Platin ·                                                 | 1.980.000 |

### Esta Vida
| Land/Region               | Auszeichnungen für Musikverkäufe (Land/Region, Auszeichnung, Verkäufe) | Verkäufe |
| ------------------------- | ---------------------------------------------------------------------- | -------- |
| Portugal (AFP)            | Gold                                                                   | 5.000    |
| Spanien (Promusicae)      | Gold                                                                   | 30.000   |
| Vereinigte Staaten (RIAA) | 2× Platin                                                              | 120.000  |
| Insgesamt                 | 2× Gold · 2× Platin ·                                                  | 155.000  |

### Tempo
| Land/Region               | Auszeichnungen für Musikverkäufe (Land/Region, Auszeichnung, Verkäufe) | Verkäufe |
| ------------------------- | ---------------------------------------------------------------------- | -------- |
| Vereinigte Staaten (RIAA) | Platin                                                                 | 60.000   |
| Insgesamt                 | 1× Platin ·                                                            | 60.000   |

### Harley Quinn
| Land/Region               | Auszeichnungen für Musikverkäufe (Land/Region, Auszeichnung, Verkäufe) | Verkäufe  |
| ------------------------- | ---------------------------------------------------------------------- | --------- |
| Mexiko (AMPROFON)         | Diamant · + 3× Platin                                                  | 1.120.000 |
| Vereinigte Staaten (RIAA) | 27× Platin                                                             | 1.620.000 |
| Insgesamt                 | 10× Platin · 3× Diamant ·                                              | 2.740.000 |

### Miles on It
| Land/Region                  | Auszeichnungen für Musikverkäufe (Land/Region, Auszeichnung, Verkäufe) | Verkäufe  |
| ---------------------------- | ---------------------------------------------------------------------- | --------- |
| Australien (ARIA)            | Platin                                                                 | 70.000    |
| Belgien (BRMA)               | Gold                                                                   | 20.000    |
| Kanada (MC)                  | 3× Platin                                                              | 240.000   |
| Vereinigte Staaten (RIAA)    | 2× Platin                                                              | 2.000.000 |
| Vereinigtes Königreich (BPI) | Silber                                                                 | 200.000   |
| Insgesamt                    | 1× Silber · 1× Gold · 6× Platin ·                                      | 2.530.000 |

### Si Ai (Remix)
| Land/Region         | Auszeichnungen für Musikverkäufe (Land/Region, Auszeichnung, Verkäufe) | Verkäufe |
| ------------------- | ---------------------------------------------------------------------- | -------- |
| Griechenland (IFPI) | Platin                                                                 | 20.000   |
| Insgesamt           | 1× Platin ·                                                            | 20.000   |

## Auszeichnungen nach Liedern

### Hate the Other Side
| Land/Region                  | Auszeichnungen für Musikverkäufe (Land/Region, Auszeichnung, Verkäufe) | Verkäufe  |
| ---------------------------- | ---------------------------------------------------------------------- | --------- |
| Brasilien (PMB)              | Gold                                                                   | 20.000    |
| Portugal (AFP)               | Gold                                                                   | 5.000     |
| Vereinigte Staaten (RIAA)    | Platin                                                                 | 1.000.000 |
| Vereinigtes Königreich (BPI) | Silber                                                                 | 200.000   |
| Insgesamt                    | 1× Silber · 2× Gold · 1× Platin ·                                      | 1.225.000 |

### Feel Something
| Land/Region               | Auszeichnungen für Musikverkäufe (Land/Region, Auszeichnung, Verkäufe) | Verkäufe |
| ------------------------- | ---------------------------------------------------------------------- | -------- |
| Kanada (MC)               | Gold                                                                   | 40.000   |
| Vereinigte Staaten (RIAA) | Gold                                                                   | 500.000  |
| Insgesamt                 | 2× Gold ·                                                              | 540.000  |

### Sou Musa do Verão
| Land/Region     | Auszeichnungen für Musikverkäufe (Land/Region, Auszeichnung, Verkäufe) | Verkäufe |
| --------------- | ---------------------------------------------------------------------- | -------- |
| Brasilien (PMB) | Diamant                                                                | 160.000  |
| Portugal (AFP)  | Gold                                                                   | 5.000    |
| Insgesamt       | 1× Gold · 1× Diamant ·                                                 | 165.000  |

## Auszeichnungen nach Musikstreaming

### Happier
| Land/Region  | Auszeichnungen für Musikverkäufe (Land/Region, Auszeichnung, Verkäufe) | Verkäufe   |
| ------------ | ---------------------------------------------------------------------- | ---------- |
| Japan (RIAJ) | Gold                                                                   | 50.000.000 |
| Insgesamt    | 1× Gold ·                                                              | 50.000.000 |

### Wolves
| Land/Region  | Auszeichnungen für Musikverkäufe (Land/Region, Auszeichnung, Verkäufe) | Verkäufe   |
| ------------ | ---------------------------------------------------------------------- | ---------- |
| Japan (RIAJ) | Gold                                                                   | 50.000.000 |
| Insgesamt    | 1× Gold ·                                                              | 50.000.000 |

### Here with Me
| Land/Region  | Auszeichnungen für Musikverkäufe (Land/Region, Auszeichnung, Verkäufe) | Verkäufe   |
| ------------ | ---------------------------------------------------------------------- | ---------- |
| Japan (RIAJ) | Gold                                                                   | 50.000.000 |
| Insgesamt    | 1× Gold ·                                                              | 50.000.000 |

### Friends
| Land/Region  | Auszeichnungen für Musikverkäufe (Land/Region, Auszeichnung, Verkäufe) | Verkäufe   |
| ------------ | ---------------------------------------------------------------------- | ---------- |
| Japan (RIAJ) | Gold                                                                   | 50.000.000 |
| Insgesamt    | 1× Gold ·                                                              | 50.000.000 |

## Statistik und Quellen
| Land/RegionAuszeichnungen für Musikverkäufe (Land/Region, Auszeichnungen, Verkäufe, Quellen) | Silber     | Gold       | Platin         | Diamant       | Verkäufe   | Quellen              |
| -------------------------------------------------------------------------------------------- | ---------- | ---------- | -------------- | ------------- | ---------- | -------------------- |
| Australien (ARIA)                                                                            | —          | —          | 38× Platin38   | —             | 2.660.000  | aria.com.au          |
| Belgien (BRMA)                                                                               | —          | 2× Gold2   | 5× Platin5     | —             | 200.000    | ultratop.be          |
| Brasilien (PMB)                                                                              | —          | 5× Gold5   | 17× Platin17   | 11× Diamant11 | 2.540.000  | pro-musicabr.org.br  |
| Chile (IFPI)                                                                                 | —          | Gold1      | —              | —             | 90.000     | profovi.cl           |
| Dänemark (IFPI)                                                                              | —          | 6× Gold6   | 9× Platin9     | —             | 1.080.000  | ifpi.dk              |
| Deutschland (BVMI)                                                                           | —          | 4× Gold4   | 5× Platin5     | —             | 2.800.000  | musikindustrie.de    |
| Finnland (IFPI)                                                                              | —          | —          | 2× Platin2     | —             | 80.000     | Einzelnachweise      |
| Frankreich (SNEP)                                                                            | —          | Gold1      | —              | 4× Diamant4   | 1.433.332  | snepmusique.com      |
| Griechenland (IFPI)                                                                          | —          | —          | Platin1        | —             | 20.000     | Einzelnachweise      |
| Italien (FIMI)                                                                               | —          | 6× Gold6   | 6× Platin6     | —             | 555.000    | fimi.it              |
| Japan (RIAJ)                                                                                 | —          | 4× Gold4   | —              | —             | —          | riaj.or.jp           |
| Kanada (MC)                                                                                  | —          | 3× Gold3   | 54× Platin54   | —             | 4.440.000  | musiccanada.com      |
| Mexiko (AMPROFON)                                                                            | —          | 3× Gold3   | 15× Platin15   | Diamant1      | 2.290.000  | amprofon.com.mx      |
| Neuseeland (RMNZ)                                                                            | —          | Gold1      | 25× Platin25   | —             | 765.000    | radioscope.co.nz     |
| Norwegen (IFPI)                                                                              | —          | Gold1      | 5× Platin5     | —             | 330.000    | ifpi.no              |
| Österreich (IFPI)                                                                            | —          | 4× Gold4   | 5× Platin5     | —             | 210.000    | ifpi.at              |
| Polen (ZPAV)                                                                                 | —          | 3× Gold3   | 14× Platin14   | —             | 745.000    | olis.pl              |
| Portugal (AFP)                                                                               | —          | 6× Gold6   | 13× Platin13   | —             | 165.000    | Einzelnachweise      |
| Schweden (IFPI)                                                                              | —          | 2× Gold2   | 10× Platin10   | —             | 880.000    | sverigetopplistan.se |
| Schweiz (IFPI)                                                                               | —          | —          | 4× Platin4     | —             | 80.000     | hitparade.ch         |
| Singapur (RIAS)                                                                              | —          | —          | Platin1        | —             | 10.000     | Einzelnachweise      |
| Spanien (Promusicae)                                                                         | —          | 4× Gold4   | 19× Platin19   | —             | 1.220.000  | elportaldemusica.es  |
| Taiwan (RIT)                                                                                 | —          | —          | Platin1        | —             | 10.000     | Einzelnachweise      |
| Ungarn (MAHASZ)                                                                              | —          | —          | 2× Platin2     | —             | 8.000      | slagerlistak.hu      |
| Vereinigte Staaten (RIAA)                                                                    | —          | 3× Gold3   | 58× Platin58   | 3× Diamant3   | 55.680.000 | riaa.com             |
| Vereinigtes Königreich (BPI)                                                                 | 7× Silber7 | 2× Gold2   | 13× Platin13   | —             | 10.400.000 | bpi.co.uk            |
| Insgesamt                                                                                    | 7× Silber7 | 61× Gold61 | 322× Platin322 | 19× Diamant19 |            |                      |